# Weihers (Hofbieber)
Weihers ist eine Wüstung in der Gemeinde Hofbieber im Landkreis Fulda. Heute befindet sich an der Stelle der Weihershof.

## Geschichte
Entstanden ist der Ort laut Konrad Lübeck wahrscheinlich im 10. Jahrhundert. Theodor Haas vermutete, dass der Name weniger auf einen in der Nähe befindlicher Weiher hindeutete, sondern von einem Mann namens „Wigheri“ abgeleitet war. Erwähnt wurde der Ort erstmals 1347, als er innerhalb des Adelsgeschlechts derer von Eberstein verkauft wurde. 1451 gehörte es zum Burggut Bieberstein, welches sich zu der Zeit im Besitz derer von Eberstein befand. 1458 gab Fürstabt Reinhard von Weilnau die „Mühle zu Wyers und alles was Sie da haben“ zu Lehen an Hermann und Philipp zu Eberstein. Philipp und Rangold von Eberstein verpachteten ihr dortiges Gut „mit allem was dazu gehört“ 1487 für einen jährlichen Zins. Der eng mit der Geschichte derer von Eberstein verbundene kleine Ort war Fuldaer Lehen. Er gehörte 1543 zum Amt Bieberstein und hatte sechs Bewohner.
Erwähnung fand es Ausgang des 16. Jahrhunderts als Weiers unter Bieberstein. 1592 wurde es Schaffweyers und kurze später Wüstenwyers benannt. Zu der Zeit war es wüst geworden und wurde als Schafweide genutzt.
Ab wann der Ort neu besiedelt wurde, ist unbekannt. Erstmals wieder erwähnt wird der nun Weihershof genannte Ort 1790. Das damalige Gut war später staatliche Domäne und hatte 1843 elf Einwohner. Ursprünglich gehörte das Gehöft zur Gemeinde Wittges und wurde mit dieser nach Hofbieber eingemeindet. Das ehemalige Gut ist heute noch bewohnt.